# مؤشر تشابه أرضي

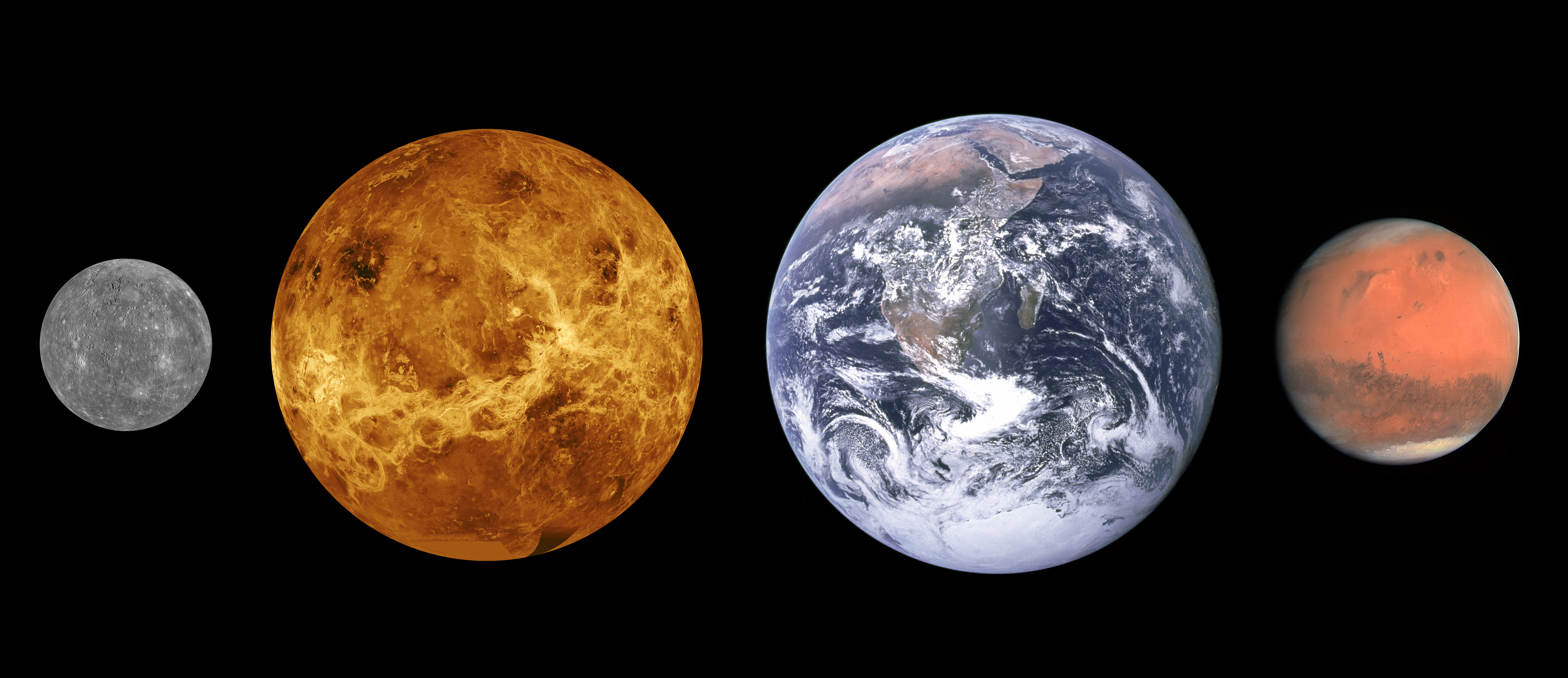
على الرغم من اختلاف حجم ودرجة حرارة الكواكب الأرضية في النظام الشمسي، لكن غالبا ما يكون لها قيم مؤشر تشابه أرضي عالي - عطارد (0.596)، الزهرة (0.444)، الأرض (1.00) والمريخ (0.797).

في علم الكواكب مؤشر التشابه الأرضي (بالإنجليزية: Earth Similarity Index)‏ وتختصر (ESI) هو أسلوب ومقياس لوصف مدى تشابة جرم كوكبي الكتلة أو قمر طبيعي مع الأرض. وضع المؤشر في الأساس لتقيم الكواكب خارج المجموعة الشمسية والكواكب الخارجية، مؤشر التشابه الأرضي مقياس مدرج من صفر إلى واحد حيث تكون قيمة الأرض واحد. ويهدف مؤشر التشابه الأرضي إلى تبسيط مقارنة كوكب من قواعد البيانات الكبيرة مع الأرض . وتحديد الكواكب ذات الأهمية من قواعد البيانات الكبيرة التي ليس له معنى كمي بالنسبة لقابلية سكن الكواكب وتحديد أولويات الرصد وإجراء تحليلات إحصائية عند اكتشاف كواكب شبيهة بالأرض. مؤشر التشابه الأرضي ليس مقياسا مباشرا لقابلية سكن الكواكب ولكن معيار ترجيحي باستخدام دالة المسافة ومجموعة مختارة من الخصائص الكوكبية لكوكب والأرض.

## الصيغة
مؤشر التشابه الأرضي بصيغته المقترحة في عام 2011 من قبل شولز-ماكوتش وآخرون في مجلة علم الأحياء الفلكية يتضمن نصف قطر الكواكب، والكثافة، وسرعة الإفلات ودرجة حرارة التوازن الكوكبي. وهذة أبسط وأفضل مزيج من العوامل لمقارنة الكواكب مع الأرض. وباستخدام هذه الصيغة، يمكن اعتبار أي جسم كوكبي له قيمة مؤشر تشابه أرضي أكثر من 0,8 كوكباً شبيه بالأرض. وهذا يعني أن هذا الكوكب هو على الأرجح كوكب صخري.
يصف المؤلفون مؤشر التشابه الأرضي بأنه ينقسم إلى قسمين: (1) مؤشر تشابه أرضي استناداً إلى التكوين الداخلي المقترن مع متوسط نصف القطر والكثافة المعيارية، و(2) مؤشر تشابه أرضي استناداً إلى السطح المقترن مع درجة حرارة السطح وسرعة الإفلات. وهناك مقالة على خادم أرخايف تحاول إعادة توليد مؤشر التشابه الأرضي باستخدام درجة حرارة وكتلة الكوكب فقط . وأشير أيضا إلى مؤشر التشابه الأرضي في مقالة نشرت في مجلة الفيزياء الكوبية.
بالنسبة للكواكب خارج المجموعة الشمسية وفي غالب الحالات تقريباً، تستخدم قيمة الفترة المدارية لكوكب معروف عند أي مستوى دقة إما مع قيمة الخفوت النسبي للنجم بسبب عبور الكوكب أو تغير سرعة النبض الشعاعي للنجم ومن ثم فإن كل الخواص الأخرى التي لا تحددها تلك القياسات مباشرة تتميز بطابع تخميني. على سبيل المثال، تتأثر درجة حرارة سطح الكوكب بمجموعة متنوعة من العوامل، بما في ذلك الإشعاع والتسخين الحراري المدجزري والوضاءة، والاحتباس الحراري، حيث أن هذه العوامل غير معروفة في أي كوكب خارج المجموعة الشمسية، لذلك تقتبس قيم مؤشر التشابه الأرضي من درجة حرارة التوازن الكوكبي كقاعدة . وتستخدم صيغة أبسط وأكثر محدودية لصياغة مؤشر التشابه الأرضي للكواكب خارج المجموعة الشمسية باستخدام بيانات التدفق النجمي أو الكتلة أو نصف القطر فقط.
في صفحة ويب يشرف عليها أحد مؤلفي مقالة علم الأحياء الفلكية لعام 2011، يذكر أبيل منديز من جامعة بويرتو ريكو في أريسيبو، حساباته لمؤشر التشابه الأرضي لمختلف نظم الكواكب الخارجية.
حساب مؤشر التشابه الأرضي لمنديز:
{\displaystyle {\mathsf {ESI}}=\prod _{i=1}^{n}\left(1-{\Big \vert }{\frac {x_{i}-x_{i0}}{x_{i}+x_{i0}}}{\Big \vert }\right)^{\frac {w_{i}}{n}}},
حيث تمثل {\displaystyle x_{i}} إحدى خصائص الكوكب (على سبيل المثال، درجة حرارة سطح الكوكب)، و{\displaystyle x_{i0}} هي القيمة المرجعية الأرضية المقابلة (على سبيل المثال، 288 كلفن). {\displaystyle w_{i}} هو الأس المرجح لكل خاصية و{\displaystyle n} هو العدد الإجمالي للخصائص.
وهذة الصيغة مشابه ومبنية على مؤشر تشابه براي-كورتيس . أسس الترجيح {\displaystyle w_{i}} هي عوامل حرة والتي يمكن اختيارها للتأكيد على خصائص معينة دون غيرها أو الحصول على حدود المؤشر الدنيا أو متوسط قيمتة. حظيت مقالة علم الأحياء الفلكية 2011 وقيم مؤشر التشابه الأرضي التي كانت فيها بأهتمام الصحافة في وقت نشر المقال. وعلى إثر ذلك أفادت التقارير أن المريخ لة ثاني أعلى مؤشر تشابه أرضي في النظام الشمسي بقيمة 0.70. وذكر أن عدداً من الكواكب خارج النظام الشمسي المدرجة في المقالة لها قيم تزيد عن ذلك، حيث ذكر أن كيبلر-438b لة أعلى مؤشر تشابة أرضي لكواكب خارج النظام الشمسي مؤكد عند 0.88 .
وتشمل قيم مؤشر التشابه الأرضي الأخرى التي أبلغت عنها أطراف أخرى ما يلي:
| الكوكب       | ESI  | ملاحظات  |
| ------------ | ---- | -------- |
| الأرض        | 1.00 |          |
| غليزا 581g   | 0.89 | غير مؤكد |
| كيبلر-438b   | 0.88 |          |
| روس 128 b    | 0.86 |          |
| لويتن b      | 0.86 |          |
| Gliese-3323b | 0.86 |          |
| كيبلر 62 إي  | 0.83 | [ 11 ]   |
| غليس 832 c   | 0.81 |          |
| غليزا 581d   | 0.74 |          |
| غليزا 581c   | 0.70 |          |
| عطارد        | 0.60 |          |
| HD 69830 d   | 0.60 |          |
| السرطان 55 c | 0.56 |          |
| القمر        | 0.56 |          |
| غليزا 581e   | 0.53 |          |